# Hans Luigi
Hans Luigi, auch als Hans Luigi-Guhl geführt, (* 18. Januar 1894 im Deutschen Reich; † nach 1960) war ein deutscher Architekt und Filmarchitekt.

## Leben und Wirken
Über Hans Luigis Herkunft und Ausbildung ist derzeit nichts bekannt. Offensichtlich hat er nach einem Architekturstudium auch in diesem Beruf oder als Szenenbildnerassistent gearbeitet. Zum Jahresbeginn 1939 wurde er dem erfahrenen Filmarchitekten Robert Herlth zur Seite gestellt und setzte dessen Entwürfe zu dem Kriminalfilm Morgen werde ich verhaftet um. Noch im selben Jahr gestaltete Luigi die Filmkulissen zu einigen Kurzfilmen der Produktionsfirma F.D.F., inszeniert von Charles Klein. Bis Kriegsende 1945 ist er nur noch bei dem Charlie-Rivel-Clownsfilm Akrobat schö-ö-ö-n nachzuweisen, wo er mit dem Kollegen Erich Grave zusammenarbeitete. Seine Nachkriegskarriere nahm Hans Luigi ab 1948 bei Berliner Filmgesellschaften wieder auf, blieb aber nur noch knapp zehn Jahre in der Branche tätig. In diesen Jahren gestaltete er die Kulissen nur für minder wichtige Filme.

## Filmografie
- 1939: Morgen werde ich verhaftet
- 1939: Onkel Fridolin (Kurzfilm)
- 1939: Die Brezel (Kurzfilm)
- 1943: Akrobat schö-ö-ö-n
- 1943: Der zweite Schuß
- 1948: Hallo – Sie haben Ihre Frau vergessen
- 1949: 12 Herzen für Charly
- 1950: Es begann um Mitternacht
- 1951: Königin einer Nacht
- 1951: Stips
- 1952: Der Kampf der Tertia
- 1953: Vati macht Dummheiten
- 1953: So ein Affentheater
- 1953: Rotkäppchen
- 1954: Alles für Dich mein Schatz
- 1955: Der Hauptmann und sein Held
- 1955: Der fröhliche Wanderer
- 1955: Ein Herz bleibt allein
- 1955: Liebe ist ja nur ein Märchen
- 1955: Das verbotene Paradies
- 1957: Schwarze Nylons – Heiße Nächte

## Einzelnachweis
1. ↑  Hans Luigi in den Akten der Reichskulturkammer/Reichsfilmkammer